# ميت هاشم
ميت هاشم إحدى قرى مركز سمنود التابع لمحافظة الغربية بجمهورية مصر العربية.

## التاريخ
قرية ميت هاشم من القرى القديمة، حيث وردت باسم «منية هاشم» في أعمال السمنودية ضمن قرى الروك الصلاحي التي أحصاها ابن مماتي في كتاب قوانين الدواوين، كما وردت باسم «منية هاشم» في أعمال الغربية ضمن قرى الروك الناصري التي أحصاها ابن الجيعان في كتاب «التحفة السنية بأسماء البلاد المصرية». وردت باسم «ميت هاشم» في تاريخ 1228هـ/1813م الذي عدّ قرى مصر بعد المسح الذي قام به محمد علي باشا باسم «ميت هاشم» ضمن قرى مديرية الغربية. كانت القرية تتبع لمركز المحلة الكبرى فلما أنشئ مركز سمنود سنة 1935 ألحقت به.

## السكان
بلغ عدد سكان ميت هاشم 10,899 نسمة حسب تقدير عام 2018.
| السنة  | 1882 | 1947 | 1960 | 1976 | 1986 | 1996 | 2006  | 2018   |
| ------ | ---- | ---- | ---- | ---- | ---- | ---- | ----- | ------ |
| القرية | 1656 | 2467 | 3244 | 4380 | 5835 | 6838 | 8,017 | 10,899 |